# لیگ دسته اول فوتبال روسیه
لیگ دسته اول فوتبال روسیه (روسی: Первая лига) دومین لیگ معتبر فوتبال در کشور روسیه است که در سال ۱۹۹۲ بنیان‌گذاری شده و زیر نظر اتحادیه فوتبال روسیه برگزار می‌شود.